# Skandalopetra

Représentation d'une skandalopetra.

Une skandalopetra (grec moderne : σκανταλόπετρα) est une grosse pierre de marbre ou de granite, plate, polie et percée, de poids variable, attachée à une corde et utilisée afin de plonger plus facilement en apnée. Elle est utilisée depuis l'Antiquité par les pêcheurs d'éponges et est l'ancêtre de la plongée moderne en poids variable. L'existence de compétitions permet de maintenir aujourd'hui ce mode de plongée traditionnel.

## Fonctionnement
La skandalopetra permet au plongeur de ne pas avoir à nager à la descente ce qui est particulièrement consommateur d'oxygène. Le plongeur s'immerge en tenant la skandalopetra qui l'entraîne sans effort vers le fond et la lâche une fois la profondeur souhaitée atteinte. La skandalopetra est remontée ultérieurement à l'aide de la corde qui la relie au bateau. Cette innovation a ainsi permis d'augmenter la durée passée sous l'eau et de plonger plus profondément que dans le cas de la plongée en apnée en poids constant. Les rendements ont été de ce fait augmentés.

## Compétitions modernes
De nos jours la plongée à l'aide d'une skandalopetra a été codifiée par la CMAS afin d'en faire une discipline officielle des compétitions de plongée en apnée en poids variable. C'est dans cette discipline que le premier record du monde de plongée en apnée a été enregistré quand le pêcheur d'éponges grec Stathis Chantzis a atteint 83 mètres de profondeur en Juillet 1913.